# Matthew Hancock
Matthew Hancock   (Chester, 2 d'octubre de 1978) és un polític britànic. Membre del partit conservador, va ser secretari d'Estat de Salut i Protecció Social del 2018 al 2021, després d'haver exercit de secretari d'Estat de Digital, Cultura, Mitjans de Comunicació i Esport. Des de llavors ha representat West Suffolk a la Cambra dels Comuns del Regne Unit.

## Biografia

### Cambra dels Comuns del Regne Unit
Llicenciat a Oxbridge, treballa per al Banc d'Anglaterra i ha estat membre de la Cambra dels Comuns del Regne Unit a la circumscripció de West Suffolk des de les eleccions generals del 2010. Va ser reelegit el 2015 i el 2017.

### Carrera ministerial

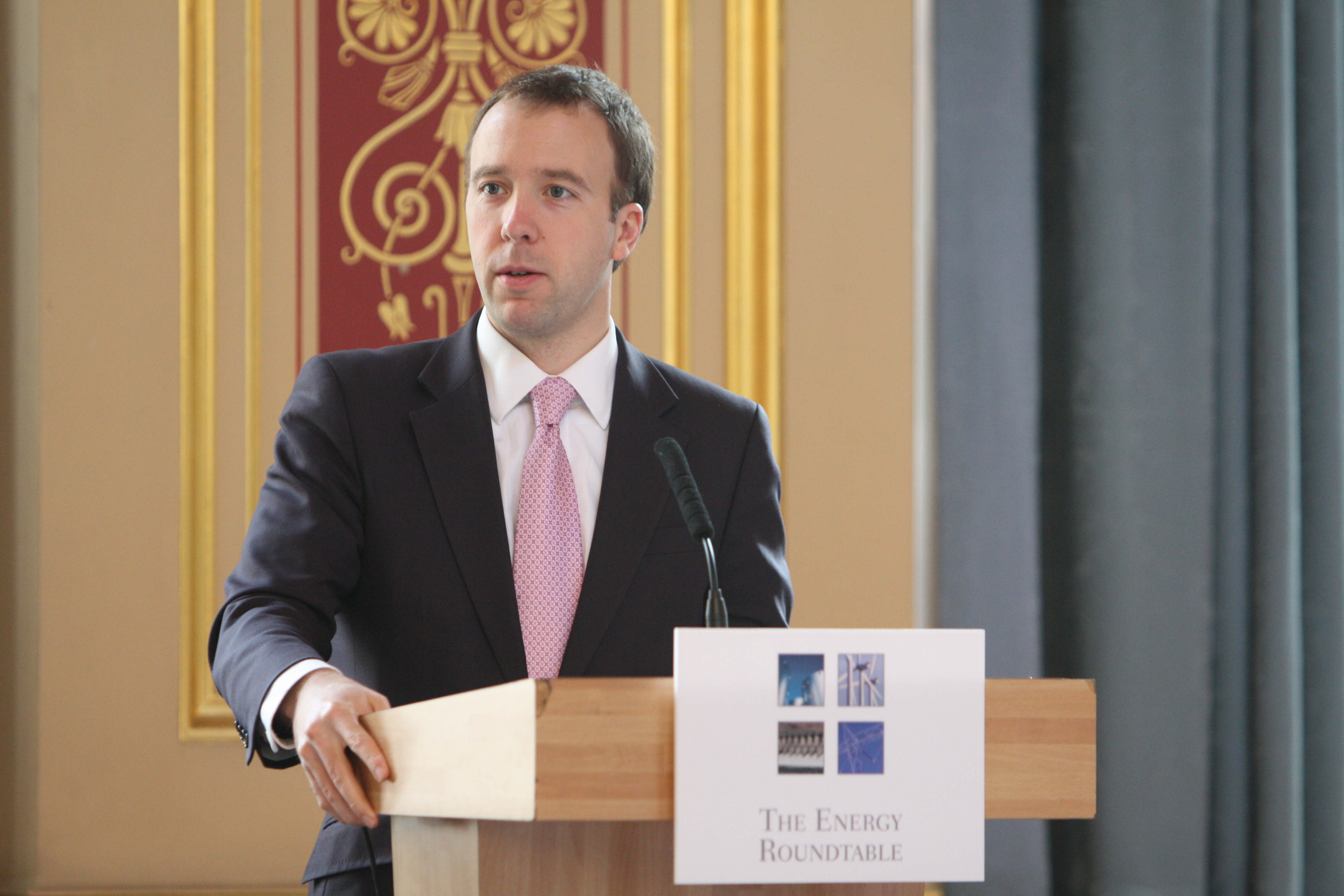
Matthew Hancock el 2014.

Va ser ministre d'Estat del Departament d'Empresa, Innovació i Competències del 2013 al 2015 i d'Energia i del 2014 al 2015, càrrec combinat amb el de ministre d'Estat de Portsmouth.
Entre 2016 i 2018 va ser ministre d'Estat de Cultura, Comunicacions i Indústries Creatives. El 8 de gener de 2018, va ser nomenat secretari d'Estat de Digital, Cultura, Mitjans de Comunicació i Esport al segon govern de Theresa May i el 9 de juliol a continuació, secretari d'Estat de Salut per a la Protecció Social. Es torna a nomenar per a aquest càrrec el dia 24 de juliol de 2019 al govern de Boris Johnson.
Durant la pandèmia de Covid-19, diversos dels seus parents obtenen importants contractes públics, cosa que els fa guanyar milions de lliures, aixecant sospites d'amiguisme.
L'exassessor de Boris Johnson, Dominic Cummings, revela captures de pantalla el juny del 2021 que mostren que Matthew Hancock ha mentit repetidament sobre la crisi de la salut i subratlla les tensions entre ell i el primer ministre, aquest últim el qualifica de "fotut cas sense esperança".
El 26 de juny de 2021, anuncia la seva renúncia al seu càrrec ministerial, després d'una controvèrsia sobre el seu incompliment de les normes sanitàries,.

### Concórrer a la direcció del partit conservador
Candidat a les eleccions a la direcció del partit conservador el 2019, es retira després d'obtenir el vot de vint diputats a la primera volta i dona suport a Boris Johnson.